# Тиберий Флавий Новий Руф
Тиберий Флавий Новий Руф (на латински: Tiberius Flavius Novius Rufus) e политик и сенатор на Римската империя през началото на 3 век.
През 218 – 219/220 г. той е управител на провинция Долна Мизия.